# Jóhannes Eðvaldsson
Jóhannes Eðvaldsson (Reykjavík, 3 settembre 1950 – Glasgow, 24 gennaio 2021) è stato un calciatore islandese, di ruolo difensore.
Anche suo padre Evald Mikson, suo fratello Atli Eðvaldsson e i suoi nipoti Emil Atlason e Sif Atladóttir sono stati calciatori.
È scomparso nel gennaio 2021 all'età di 70 anni per complicazioni da COVID-19.

## Carriera

### Club
Giocò nella massima serie di Islanda, Sudafrica, Danimarca, Scozia e Stati Uniti d'America.

### Nazionale
Contava 34 partite con la nazionale islandese.

## Palmarès

### Club

#### Competizioni nazionali
- Campionato scozzese: 1

Celtic: 1976-1977
- Coppa di Scozia: 1

Celtic: 1976-1977
- Coppa d'Islanda: 1

Valur: 1974

### Individuale
- Calciatore dell'anno: 1

1974